# ميرامار ميشنس
نادي ميرامار ميشينس الرياضي (بالإسبانية: Club Sportivo Miramar Misiones)‏ نادي كرة قدم أوروغواياني يلعب في دوري الدرجة الممتازة. تم تأسيس النادي في سنة 1906.
1. ↑   http://miramarmisiones.com/sitio/institucion/historia/club-sportivo-miramar-misiones/. {{استشهاد ويب}}: |url= بحاجة لعنوان (مساعدة) والوسيط |title= غير موجود أو فارغ (من ويكي بيانات) (مساعدة)